# ルボーク

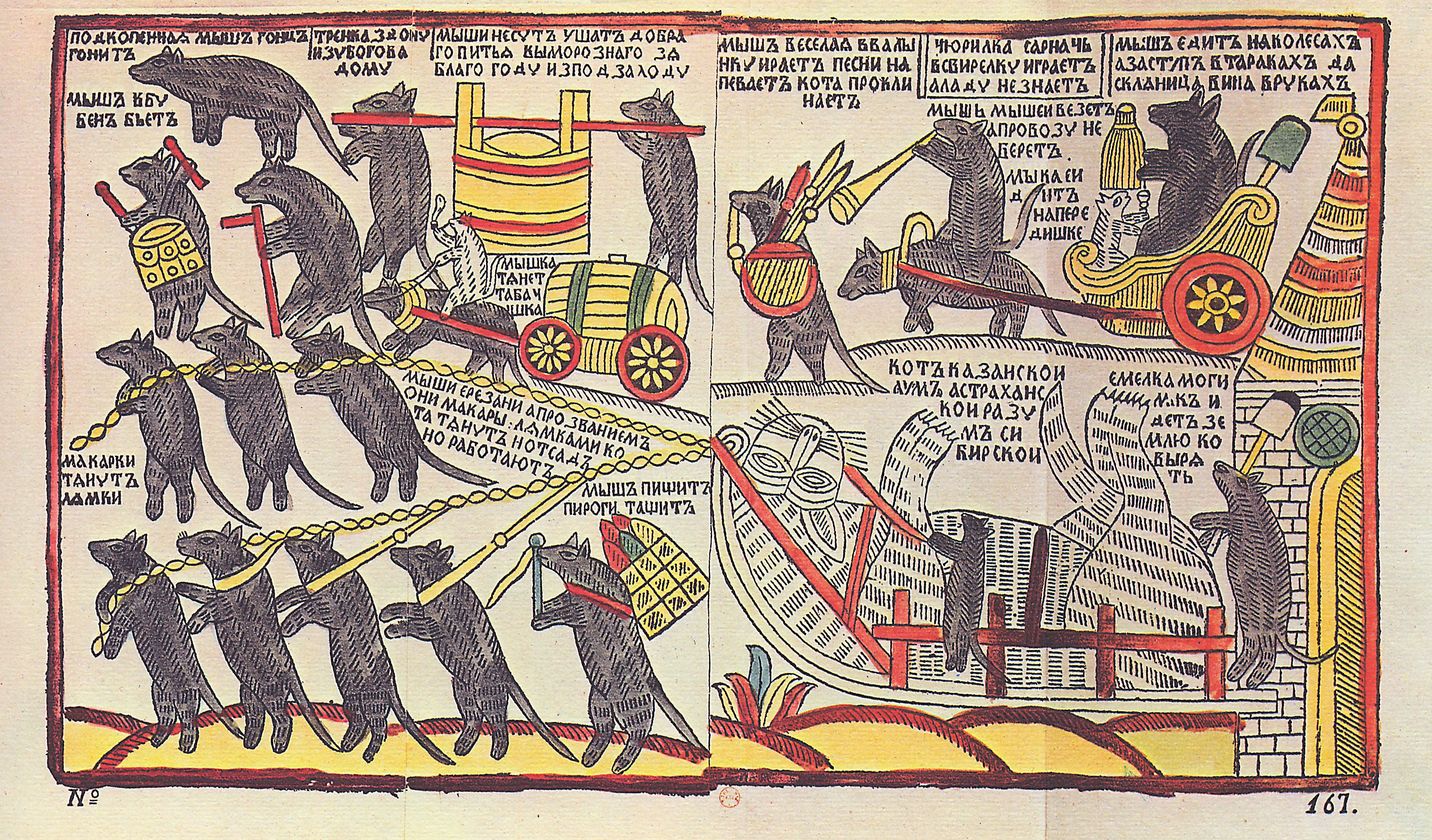
『猫を埋葬するねずみたち』
1760年代につくられたルボークの代表的作品。一般にピョートル大帝の葬儀を描いたものとされる。猫の上には「カザンの猫、アストラハンの知性、シベリアの理性」と書かれているが、これはロシアのツァーリの正式名称のパロディである。

ルボーク（ロシア語: лубок）とは、ロシアの民衆版画。17世紀半ばに誕生し、18世紀初頭のピョートル大帝時代（ロシアの近代化・西欧化の時代）に社会の各階層の支持を受け流行した。主に市場や街頭で行商人によって安く売られ、農民家屋の室内装飾としてイコンの脇などに飾られた。昔話や宗教的物語、風刺、戦いの場面、日常生活の一場面など世俗的ながら多岐にわたる題材がとりあげられ、庶民の娯楽や啓蒙といった役割を果たしていた。
素朴な構成と粗雑なつくりを特徴とする木版画（後に銅版画、リトグラフ）で、作者不詳のものが多く「非芸術的」「三流絵画」とも評価されたが、20世紀初頭のロシア・アヴァンギャルド芸術運動やロシア革命のポスター・看板のプロパガンダデザインとして一時復権した。現代においても新聞広告や民芸品、飲食料品のラベルデザインなどにルボーク的な図柄をみることができる。

## 概要

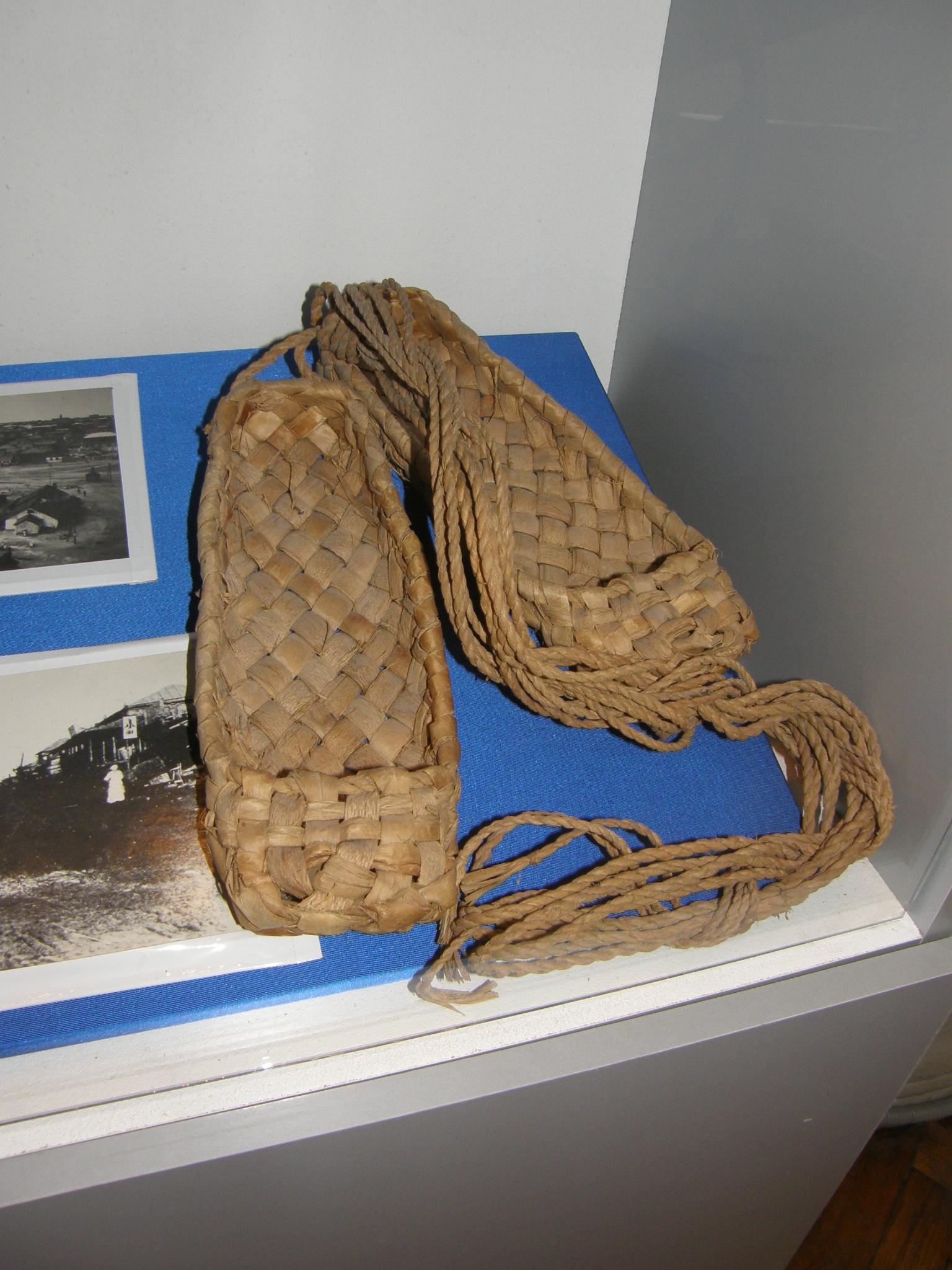
樹皮で作ったロシアの草鞋「ラープチ」

ルボーク（лубок）という語は、もともとロシア語で「植物の内皮（靱皮繊維）」を意味するロシア語: лубの指小形である。ロシアではこうした樹皮を使ってラープチ（ロシア語: Лапти）とよばれる草鞋のような農民靴を編んだり、籠や収納箱がつくられてきた。また15世紀ごろ白樺の樹皮に手紙のように文字や絵を書いた「白樺文書」とよばれるものも発見されており、樹皮は当時紙の代用品として或いはものづくりの素材として一般的なものであった。ルボークという語が民衆版画の意味をもつようになるのは19世紀になってからで、それまでは「プロストヴィク（単純な人々向け）」や、制作地名から「モスクワもの」「トヴェリもの」など様々な名前で呼ばれていた。
大きさはA3サイズのものが標準的だが、大きなものでは1メートル四方のものもある。一枚絵のものから四枚絵、さらには冊子状のルボーク本と呼ばれるものもあった。初期の木版画では色の種類も3～4色と多くは無く、安価な大量生産品の為、塗り方も雑なものが多いが、19世紀半ばには多色刷りのものも現れた。
題材には、昔話、寓話や聖書などの宗教的物語、ツァーリとその家族、小説、戦いや災害の場面、珍しい動物、国内外の事件・出来事、日常生活の一場面など生活環境にみられるものほとんどすべてが取り上げられたが、時代によって好まれた題材に違いがあり、19世紀前半からはルボークが検閲の対象となるなど、題材の変遷がみられる。なお、同じくロシアで中世以降みられる宗教的表現としてイコンがあるが、娯楽的・教育的要素を主とするルボークは、宗教的機能のみをもつイコンとは別の役割を担い、区分された。

## 歴史

### 最初期のルボーク

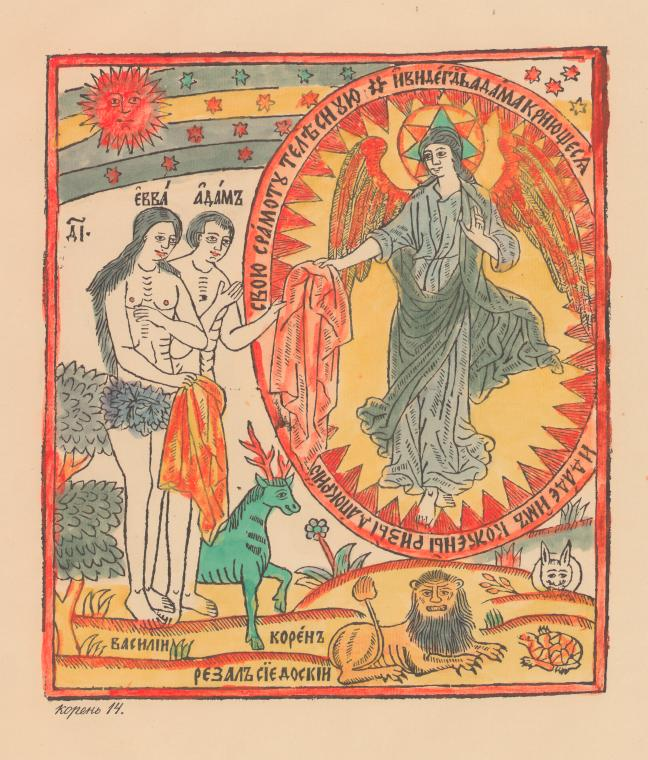
『アダムとイブ』
ヴァシーリー・コーレニ作、木版画、1696年。

ルボークの起源については不明な点が多いが、ヨーロッパでは15世紀前半には既に木版画など印刷された絵が流通しており、ドイツやオランダの行商人らが16世紀にはロシア北部の町ノヴゴロドにこうした絵を持ち込んでいたことが知られている。
最も初期のルボークとしては、ウクライナのキエフ洞窟修道院で無名の版画家が1619年から1624年に作成したイコン「聖母昇天祭」があげられる。これは1928年に線画研究家S.A.クレピコフ（С. А. Клепиков）が国立歴史博物館で発見したものであり、この他にもキエフ・リヴォフ印刷学校でパムヴォ・ベリンダ（Беринда Памво、?-1632年）が印刷した「神意に適う牢獄（1629年）」や、オランダ・ドイツなどの絵入り聖書を原本とする印刷物がつくられた。
これより遅れてモスクワでも1637年にヴァシーリー・ブルツォーフという者が版画入りの初等読本を出版した。17世紀半ばのアレクセイ時代には、紙に印刷されたイコンがモスクワの市場などで販売され、「ドイツの異端のイコンを街で売買してはならない」という御布令がモスクワ総主教から出されるほど広く受け入れられた。こうした中、17世紀の終わりにつくられたヴァシーリー・コーレニによる絵入りの聖書（1696年作）と黙示録（1692年-1696年）は、木版画特有の明確な線で描かれた人物等の描写や絵の構成といった点で18世紀の有名なルボーク「猫を埋葬するネズミたち」や「ヤガー婆さんとワニの争い」などと共通する特徴をもつため、コーレニをこれら初期ルボークの作者あるいはロシア・ルボークの父とみなす意見もある。
こうした初期のルボークは、いずれも宗教的な題材を扱いつつもイコンの様式からの逸脱がみられ、イコンがヨーロッパの木版画技術と融合し「ルボーク」という新たな表現が生まれつつあることを示唆するものであった。

### 18世紀

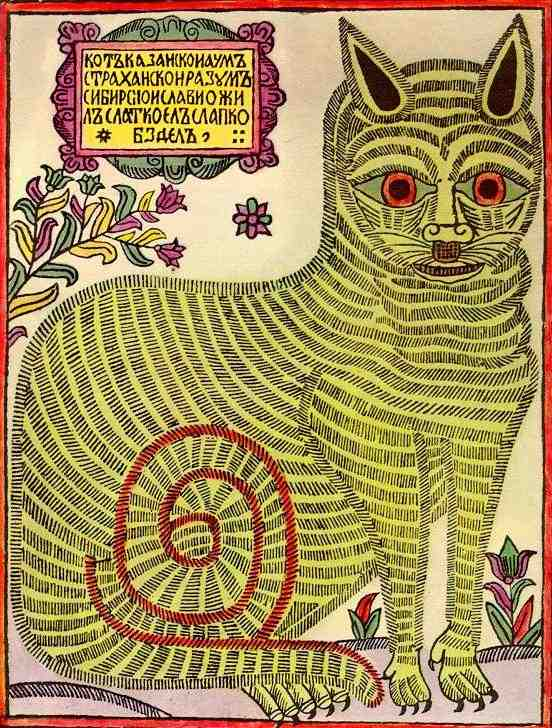
『カザンの猫』
「猫」はピョートル大帝のパロディ。

ピョートル大帝の登場した18世紀初頭は、ロシアの近代化・西洋化の時代であった。体制側とルボークとの直接の関わりを示す資料は多くはないが、ピョートル大帝はオランダから銅版画家アドリアン・シホネベック（Шхонебек, Адриан）を招いてアトリエを作り、シホネベックはイコン画家たちに銅板画技術を伝えた。またこの頃暦や文字習いのルボークや『床屋のヒゲ切り』など、国民の啓蒙を目的とした作品も生まれた。またアレクサンドロス3世（大王）やブィリーナに登場するイリヤー・ムーロメツなどの史実・架空の英雄（これらはピョートル大帝を模したものともされる）を描いたルボークも現れた。視覚メディアという、新時代における新たなメディアの役割も担った木版ルボークは、18世紀初頭から半ばにかけて質・量共に黄金期を迎え、この頃ルボークを代表する作品が数多く作られた。だが当時はまだ値段も高く、また多くの農民が文盲で説明文を読めないなど問題もあり、ルボークが普及していたのは主に都市市民の間であった。
18世紀半ばになると銅版画のルボークも登場した。木版画では版木1枚から数十枚しか刷れなかったルボークが、銅版画では1000枚以上刷ることができるようになり、価格も低下した。また木版画に比べて細い線で描くことができるようになり、絵の精密さのみならず文字の情報量が大幅に増えた。ルボークはより説明的なものとなり、時事や事件報道のルボークがつくられるなど題材にも影響を及ぼした。
銅版画発展の少し後、手描きのルボークが出現した。これは、正教古儀式派（旧教徒、「分離派」は国家教会側からの蔑称）らが近代化に抗うように制作したもので、イコンとミニアチュールの伝統に忠実で、題材は宗教的なものに限られた。同じころモスクワ、サンクトペテルブルク、キエフなどの都市部だけでなく、その辺境でもルボークが制作されるようになり、とくにモスクワ近郊に多く制作地が生まれた。これはルボークが産業となり、市場が形成されたことを意味する。またルボークの収集を始める者もでてきた。シュテリン（1709年-1785年、ドイツ生まれ）が最初の収集家として知られ、1770年代にはA.オルスフィエフが2500点以上のルボークを収集したが、1812年のモスクワ大火でその大半を喪失し、残ったルボークは19世紀後半のルボーク研究家・収集家ロヴィンスキーに継承された。

### 19世紀

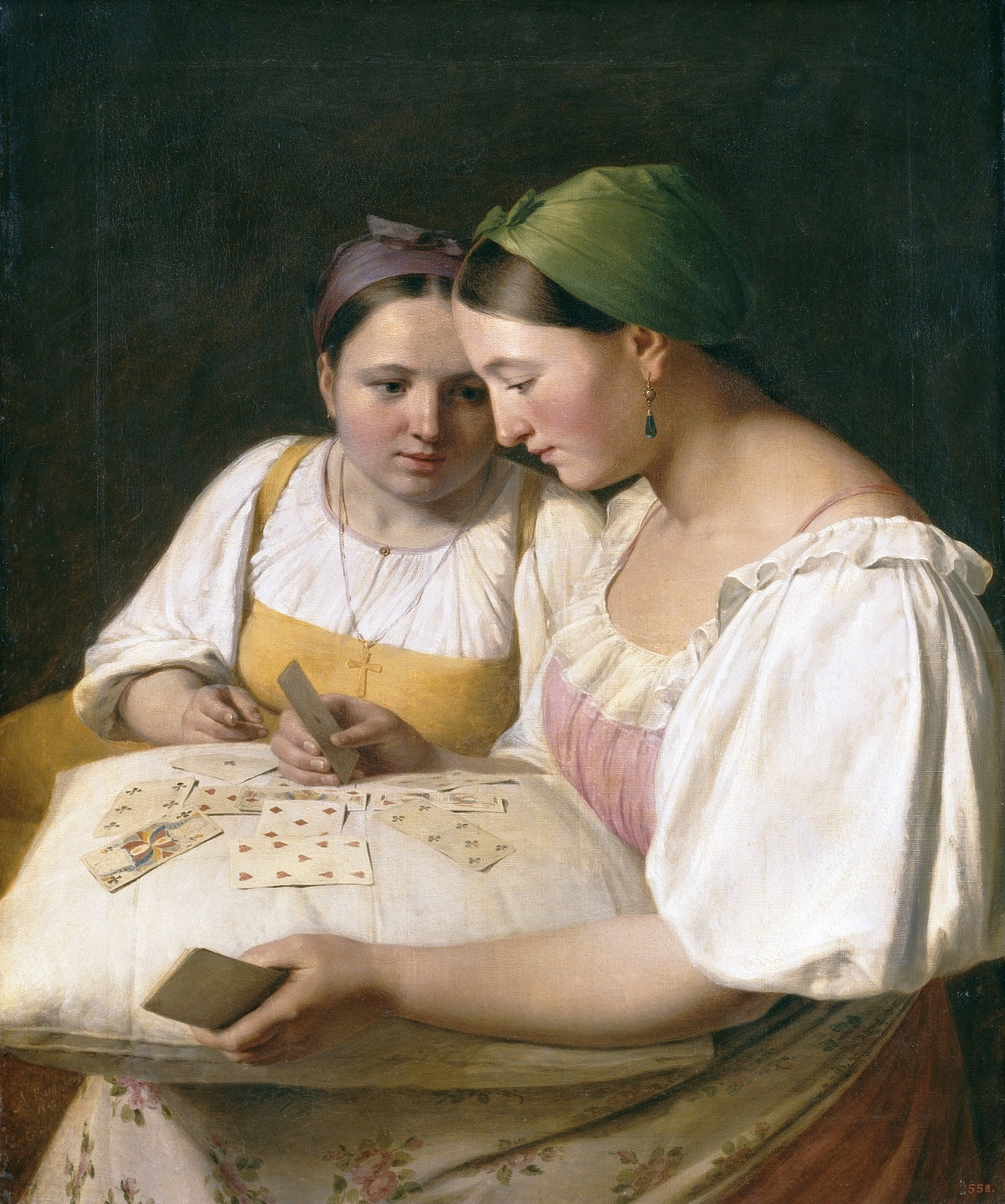
A.ヴェネツィアーノフ
『カード占い』1842年

19世紀になるとアロイス・ゼネフェルダーの発明したリトグラフの技法がヨーロッパに広まり、印刷技術が大きな進歩を遂げるが、ロシアにも1803年にリトグラフの技法がもたらされ瞬く間に普及した。こうした印刷・出版文化の発展を背景に、ロシアでは18世紀後半から19世紀にかけて大衆文学が生まれ、ルボークを挿絵とした「大衆本」が、特に都市住民の間で人気を集めた。
また同じ頃アレクセイ・ヴェネツィアーノフ（ru）らの描いた「風俗画」というジャンルも誕生した。風俗画とルボークは技法や芸術性など多くの相違点があるものの、同時代の風俗への関心の高さを表したものという共通点があり、これまでルボークのみが描いてきた日常の描写に、大衆本や風俗画というライバルが現れたのであった。
一方、当時誕生したロシア・インテリゲンツィヤ（知識階級・教養人）は、ルボークを「低俗で価値の低い、見る価値が無いもの」ととらえていたことが、アレクサンドル・プーシキン作『大尉の娘』（1836年）や『駅停（断片）』（1830年）におけるルボークの描写から窺える。1822年にイヴァン・スネギリョフ（en）が発表したルボーク研究の先駆的論文『ロシアの民衆画廊、あるいはルボーク』では、「ロシア民族の特性を考える上で役に立つ」としてルボーク研究への参加を呼びかけた。
ルボークは印刷技術の発達と共に大量印刷と大量消費の時代を迎え、行商人達によってロシア全土で広く販売されるが、ルボークの検閲、特に皇室の肖像画に対しての検閲がニコライ1世の時代である1851年以降厳しくなり、ルボークは伝統的な表現力を失っていった。
1861年の農奴解放令以降インテリゲンツィアにとって農民問題が大きな関心事となり、同時にルボークに対する知的関心も高まっていった。ニコライ・ネクラーソフは「ナロード（民衆）のために」安価なルボーク本を多く出版した。

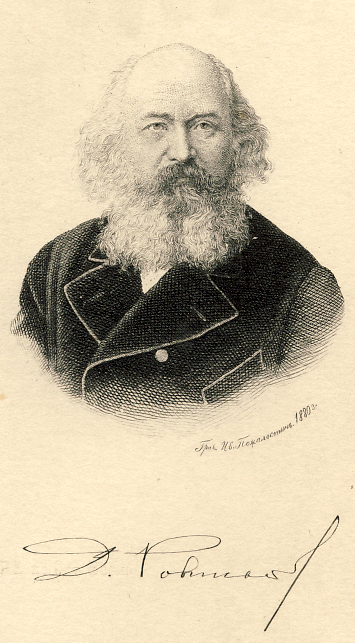
D.ロヴィンスキー (1824-1895)

ドミートリー・ロヴィンスキー（Дмитрий Ровинский）は、1881年にルボーク研究の集大成ともいえる『ロシア民衆絵画』を出版した。これはルボークを偏見から解放し、美術史でなく文化史の観点から研究することでルボーク学とも呼べるものを確立した点で意義深い。

### 20世紀以降
20世紀に入るとクロモリトグラフ（Chromolithography）という技法がルボークにも用いられるようになるが、これは帰ってルボークの安っぽさ・陳腐さを際立たせる結果となった。
このころ興ったロシア・アヴァンギャルド芸術運動では、抽象絵画運動の先駆者ワシリー・カンディンスキーが137点のルボークコレクションを保有するなど、「絵」という概念を問い直す中でルボークのもつ原始的美術形式が注目されるようになった。
1910年代～1920年代のロシア革命期には、革命のプロパガンダ・ポスターなどにルボークの影響が見られる。だが1930年代のソビエト化と共にルボークは社会的関心を喪失して衰退し、1960年代まで伝統的なルボークは販売されなかった。
現代のルボークは、伝統的な民族パターンとして家具や道具の飾り、土産物や飲料のラベル、看板、広告などのデザインに見られるほか、新たなルボークも生みだされている。

## 題材
ドミートリー・ロヴィンスキー（1824年-1895年）は代々貴族・軍人の家に生まれた法律家であるが、ルボーク研究を確立し、研究の集大成として『ロシア民族絵画』（1881年）を著した。また、ロヴィンスキーはルボークを以下12のカテゴリーに分類した。
1. 昔話もの 2.歴史もの 3.ロシア人・外国人肖像画 4.地図と風景画 5.異国の町と住人 6.カレンダーと予言 7.文字いろはと表 8. 福音書の教訓 9.「大鏡」その他の書物からの教訓 10. 聖書の挿絵 11.祭日 12.救世主・聖母・聖人の図像
また、ロシア国立図書館（ロシア・ナショナル・ライブラリー）刊『ロシア絵画における伝統と革命』では以下の順で10種類に分類されている。
1. 宗教的場面 2.政治的・社会的風刺 3.動物世界 4.ヒーロー 5.愛・求愛・結婚 6.ユーモア 7.世俗的モラル 8.時代の不思議 9.フェアと社会的集まり 10.今日的作品
代表的なルボークに以下のものがある。

### 『床屋のヒゲきり』

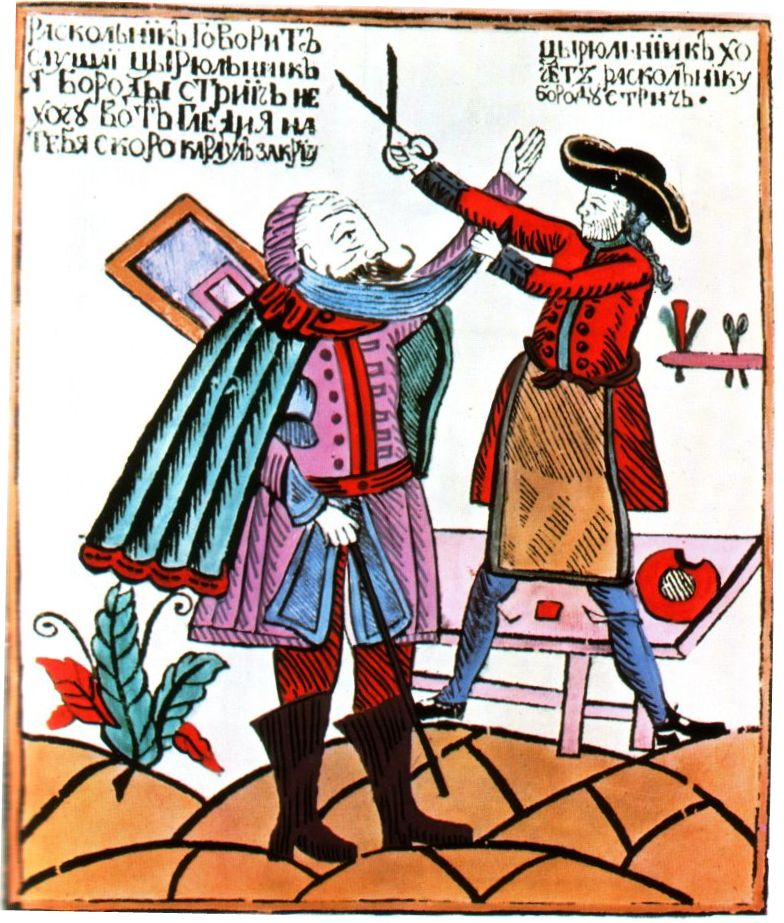
『床屋のヒゲきり』

18世紀前半の作とされるルボーク。大きさは35.3×29.6cmで、左上と右上に次の様な短い文章が書かれている。
右「床屋は分離派教徒のヒゲを切ろうとする」
左「分離派教徒曰く--- なあ、床屋よ、おれはヒゲを切られたくない。待て、待て、見張りを呼ぶぞ」
1698年に西欧遊学から帰国したピョートル1世は、ロシアの近代化改革の一環として1699年にヒゲ切りを法令化（ひげ税）、1705年に服装の規範を定め口髭・顎鬚を剃ることを義務化するなどしたが、髭を生やすことはロシアでは古来からの伝統である上、16世紀半ばの百章令（ロシア語: Стоглав、百箇条集）第40章には「正教徒たるものはヒゲを剃らず」とも記されていることから宗教問題の側面も持ち合わせており、一般民衆のみならず特に保守的な正教古儀式派（旧教徒、「分離派」は国家教会側からの蔑称）からの反発を招いていた。ヒゲを切られそうになっている左の男の方がむしろ大きく堂々とした様子で描かれていることからも、当時の世相が窺える。

### 『赤鼻ファルノスが豚に跨る』

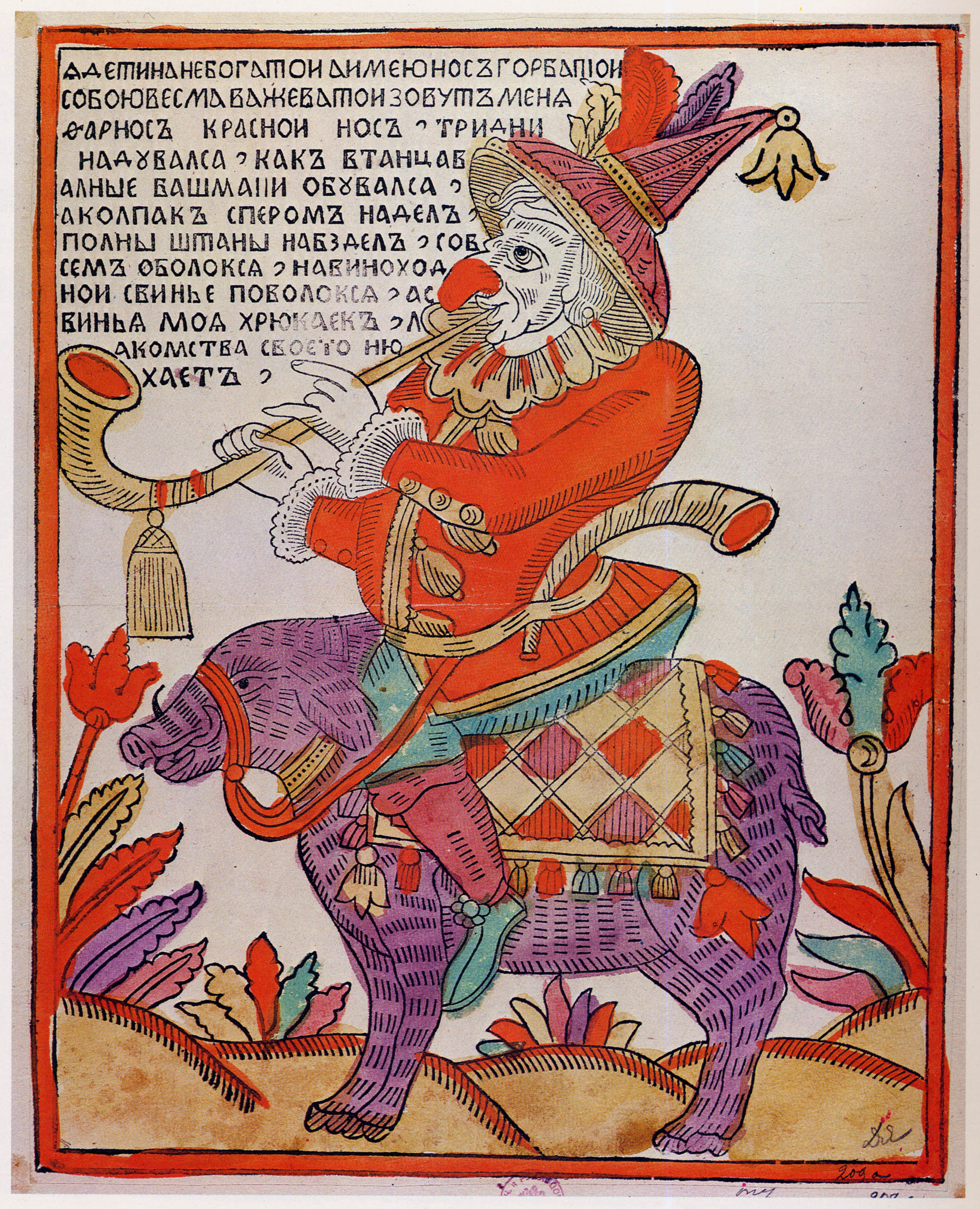
『赤鼻ファルノスが豚に跨る』

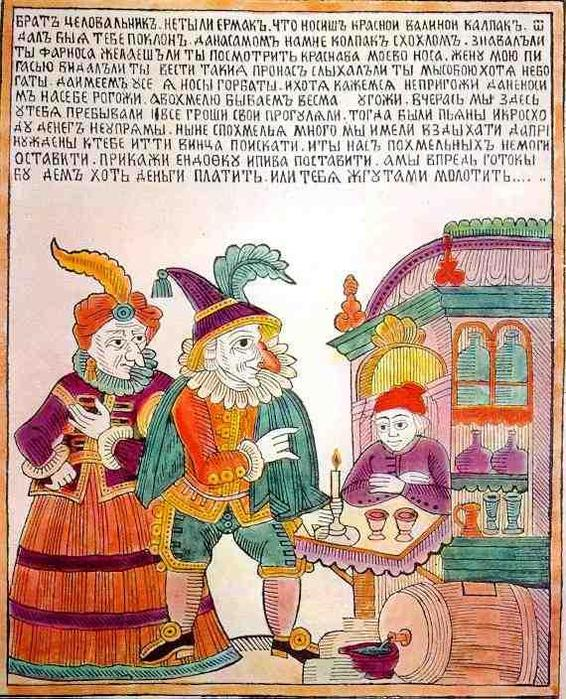
『ファルノスと妻ピガシャが酒場にやって来た』

1760年代に摺られたルボーク。大きさは36.5×29cm。赤鼻のファルノスはロシアの伝統的人形芝居の主人公ペトルーシカと同一視され、右『ファルノスと妻ピガシャが酒場にやって来た』などファルノスを題材としたルボークは複数ある。当時の民衆文化に浸透していた放浪芸人スコモローフや、道化師好きのアンナ女帝（在位1730年 - 1740年）お気に入りの宮廷道化師ペドリーロがファルノスのモデルになったとする説もある。
ファルノスに代表される道化師のルボークは18世紀前半に人気があったが、エカチェリーナ2世（在位1762年-1796年）の時代、宮廷に道化師などを置くことが流行すると道化を描いたルボークは販売されなくなった。

### 『ヤガー婆さんとワニの争い』

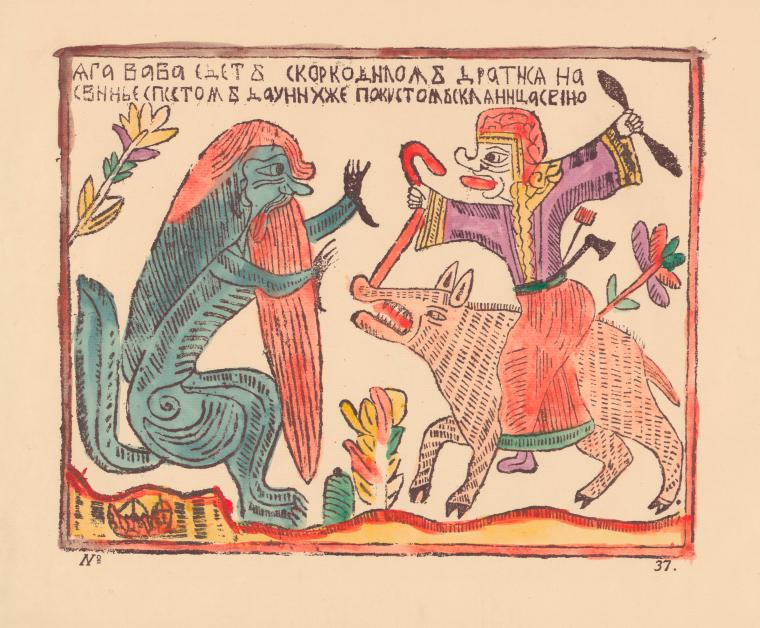
『ヤガー婆さんとワニの争い』

1760年代のルボーク。大きさは29.5×36.5cm。ヤガー婆さん（バーバ・ヤーガ）が豚に跨りワニに対峙する構図で、上部には次の文が書かれている。
豚に跨るヤガー婆さん ／ 杵を手にしてワニと一戦交えるか ／ 両名の足下　茂みのかたわらには ／ 酒のはいったガラスビン
ロヴィンスキーは、ピョートル大帝と妻エカテリーナに対する風刺がこのルボークのテーマであるとした。ロシアにはワニはいないが当時猛獣一般をワニと呼び、また分離派教徒はピョートル1世をワニと呼んでいた。ワニの下に小さな船が描かれているが、これも自ら船大工として働く程船が好きであったピョートルを風刺したものである。ヤガー婆さんの着る服はエストニアの民族衣装風であり、このルボークは近代化・西欧化に反対する人々に人気があった。

ルボーク
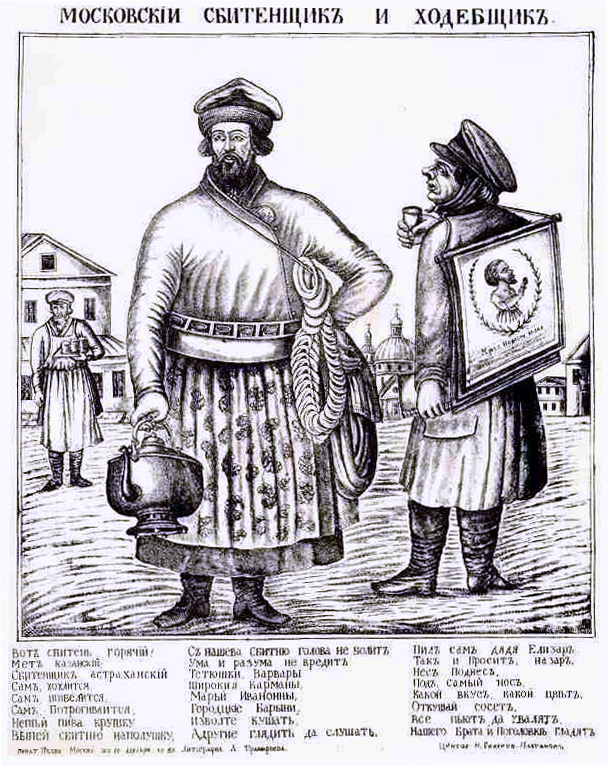
『モスクワのズビーテン売りと行商人』19世紀。ズビーテン（Сбитень、蜂蜜湯）は冬の街頭で売られていた。
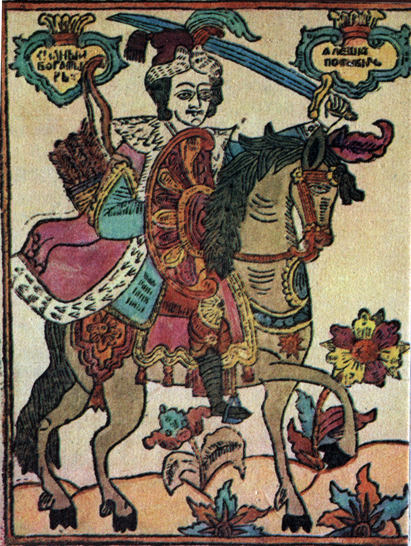
ブィリーナの英雄 『アリョーシャ・ポポーヴィチ』
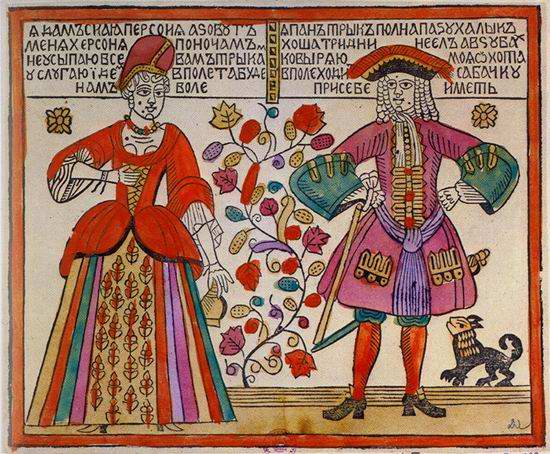
『ヘルソーニャとトルィク旦那』18世紀。ドイツ版画
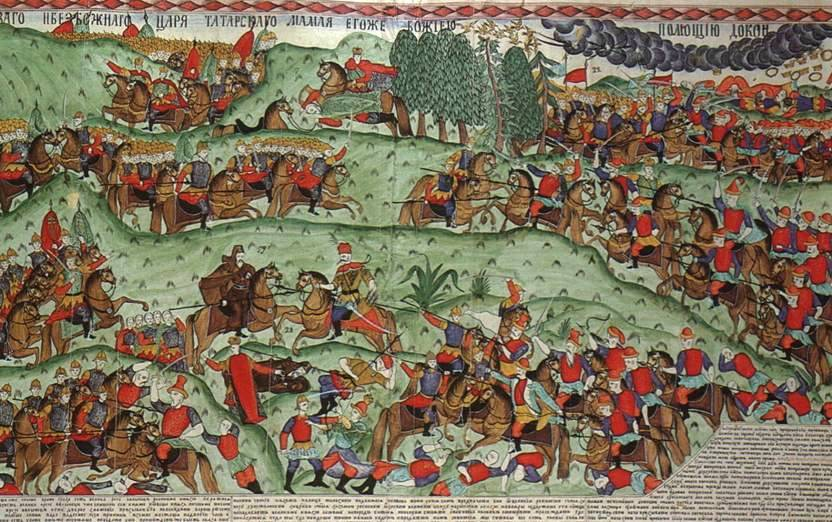
『クリコヴォの戦い』I.G.ブリノフによる大サイズの手描きルボーク。
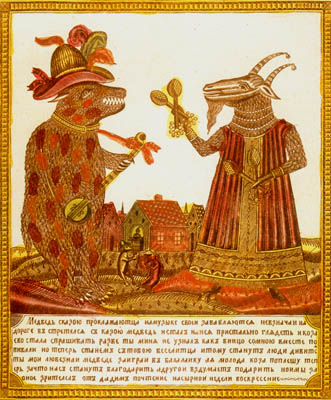
『ヤギとクマ』19世紀後半。